# 朱文鑫

朱文鑫

朱文鑫（1883年10月9日—1939年5月15日），字槃亭，号贡三，江苏昆山人，中國近代天文學家、教育家。

## 生平
朱文鑫是江蘇苏州昆山陳墓鎮（現錦溪鎮）人，為家中長子。15歲經鄉試錄取副貢，19歲考進江蘇高等學堂，三年後肄業參加上海的愛國學社，1906年發起創辦蘇州女校。1907年考取江蘇庚款生赴美威斯康星大學天文系留學，獲理學士。
回國後任南洋大學（1916年7月－1924年12月）、復旦大學（1917年－1919年）教授與執掌東華大學（1913年－1927年），1927年任江蘇省建設局技正、江蘇省政府秘書兼課長、《江蘇通志》編纂兼總務主任等官職，翌年起更涉足中國天文學會職務，至晚年出版十數部中國古天文研究著作；1938年中風期間仍堅持寫作，1939年5月初病況突轉嚴重，至5月15日於上海逝世。

## 纪念
2003年12月9日至11日曾在錦溪鎮舉行「紀念朱文鑫誕辰120周年暨中國天文學術研討會」。

## 著作
朱氏從美國留學回國後起著力於中國古代天文史籍的整理與研究，在當時最專者僅此一人，除此並譯介歐洲數理、天文之理論專著。已出版的包括《天文考古錄》、《近世宇宙論》、《天文學小史》（以上均被編入商務印書館萬有文庫）、《歷代日食考》、《曆法通志》、《〈史記·天官書〉恆星圖考》（以上均由商務印書館出版）、《十七史天文諸志之研究》（科學出版社出版）等等。

## 榮譽
2021年9月2日，國際天文聯會將300634號小行星命名 Chuwenshin 朱文鑫，以表揚他的天文成就。

## 延伸阅读
[在维基数据编辑]
 《游美同學錄·朱文鑫》，出自《游美同學錄》
 在维基共享资源阅览影像